# Agata Smoktunowicz
Agata Smoktunowicz (* 12. Oktober 1973) ist eine polnische Mathematikerin. Sie ist für ihre Beiträge in der abstrakten Algebra bekannt, einschließlich der Konstruktion nichtkommutativer Ringe und des Beweises mehrerer bedeutender mathematischer Vermutungen. Sie hat zahlreiche Preise erhalten und ist Professorin an der Universität Edinburgh.

## Leben
Smoktunowicz studierte ab 1992 Mathematik an der Universität Warschau (Diplom 1997) und promovierte 2000 am Institut für Mathematik der Polnischen Akademie der Wissenschaften, wo sie sich 2007 habilitierte. 2001 bis 2003 war sie Gibbs-Lecturer an der Yale University. Sie ist seit 2000 Assistenzprofessorin am Institut für Mathematik der Polnischen Akademie der Wissenschaften in Warschau und gleichzeitig Professorin an der Universität Edinburgh (Lecturer ab 2005). 2004 war sie Gastwissenschaftlerin an der University of California, San Diego.

## Wirken
Smoktunowicz beschäftigt sich mit nichtkommutativer Ringtheorie, Anwendungen assoziativer Algebren in der Gruppentheorie, bei Liegruppen und in projektiver Geometrie und mit Algebren (zum Beispiel Golod-Schafarewitsch Algebren und Algebren mit endlicher Gelfand-Kirillow-Dimension, Algebren mit exponentiellem Wachstum). Dabei löste sie einige teilweise jahrzehntealte Vermutungen.
Sie konstruierte einfache Nil-Ringe über beliebigen abzählbaren Körpern und löste damit ein altes Problem von Jakob Levitzki, Nathan Jacobson und Irving Kaplansky (die Frage der Existenz von einfachen Nil Ringen war vorher ungelöst). Außerdem zeigte sie, dass über abzählbaren Körpern Polynomringe über Nil-Ringen nicht-Nil sein können (im Gegensatz zu dem von Shimshon Amitsur 1956 untersuchten Fall nicht abzählbarer Körper).
Für gradierte Algebren bewies sie eine alte Vermutung von Michael Artin und J. T. Stafford (Artin Stafford Gap Conjecture, Lücken-Vermutung von Artin und Stafford), dass es keine gradierten Integritätsbereiche mit Gelfand-Kirillow-Dimension (die das Wachstum von Algebren misst) zwischen 2 und 3 gibt (den Dimensionen für  Kurven bzw. Flächen in nichtkommutativer projektiver Geometrie). Der von ihr bewiesene Satz entspricht dem Bergman-Gap-Theorem im nicht gradierten Fall (das dort GK Dimensionen zwischen 1 und 2 verbietet).

## Auszeichnungen
Im Jahr 1998 erhielt sie den Preis der Polnischen Akademie der Wissenschaften und 2001 den Bialkowski Preis. 2006 erhielt sie den Whitehead-Preis und den Waclaw Sierpinski Preis. 2006 war sie Invited Speaker auf dem ICM in Madrid (Some results in non commutative ring theory). Sie ist Mitglied der London Mathematical Society und der Edinburgh Mathematical Society, deren Whittaker-Preis sie 2009 erhielt. 2006 erhielt sie eine EPSRC Advanced Research Fellowship. 2008 erhielt sie den EMS-Preis (Preisvortrag: Graded algebras associated to algebraic algebras need not be algebraic). Sie ist Fellow der American Mathematical Society. Für 2023 wurde Smoktunowicz der Senior-Whitehead-Preis der London Mathematical Society zugesprochen.

## Verweise
1. ↑  in denen jedes Elemente nilpotent ist
2. ↑  Smoktunowicz, A simple Nil Ring exists, Communications in Algebra, Bd. 30, 2002, S. 27
3. ↑  Smoktunowicz Polynomial rings over nil rings need not be nil, Journal of Algebra, Bd. 233, 2000, S. 427
4. ↑  Smoktunowicz There are no graded domains with GK dimension strictly between 2 and 3, Inventiones Mathematicae, Bd. 164, 2006, S. 635
5. ↑  Smoktunowicz The Artin-Stafford Gap Theorem, Proc. AMS Bd.133, 2005, S. 1925

| Personendaten    | Personendaten            |
| ---------------- | ------------------------ |
| NAME             | Smoktunowicz, Agata      |
| KURZBESCHREIBUNG | polnische Mathematikerin |
| GEBURTSDATUM     | 12. Oktober 1973         |